# Rosa Linn
Roza Kostandyan (en armenio: Ռոզա Կոստանդյան; Vanadzor, Lorri, Armenia, 20 de mayo de 2000), conocida por su nombre artístico Rosa Linn (en armenio: Ռոզա Լին), es una cantautora armenia. Representó a Armenia en el Festival de la Canción de Eurovisión 2022, celebrado en Turín (Italia), finalizando en 20.ª posición.

## Vida y carrera

### Primeros años
Roza nació y creció en Vanadzor, Armenia, en el año 2000. Comenzó a tocar el piano a la edad de seis años y participó en la preselección nacional de Armenia para participar en el Festival de la Canción de Eurovisión Junior 2013.

### 2020-presente: Comienzos y Festival de la Canción de Eurovisión
Linn comenzó su carrera musical colaborando con el sello discográfico estadounidense Nvak Collective, fundado por Tamar Kaprelian. En septiembre de 2021, lanzó el sencillo "King" con la colaboración de la cantante estadounidense Kiiara. Su debut televisivo con la interpretación de la canción se produjo durante el programa matutino de AMPTV en noviembre de 2021.
En febrero de 2022, se rumoreaba que Linn representaría a Armenia en el Festival de la Canción de Eurovisión 2022 en Turín, Italia. El 11 de marzo del mismo año, la Televisión Pública de Armenia la anunció oficialmente como representante del país. Su tema para Eurovisión, «Snap», fue lanzado el 19 de marzo.

## Discografía

### Sencillos
| Título                                           | Año  | Álbum |
| ------------------------------------------------ | ---- | ----- |
| «Gitem» (Գիտեմ) (como Roza Kostandyan)           | 2013 | —     |
| «KING» (con Kiiara)                              | 2021 | —     |
| «Snap»                                           | 2022 | —     |
| «WDIA (Would Do It Again)» (con Duncan Laurence) | 2022 | —     |